# Digimon Adventure
Digimon Adventure (japanski: デジモンアドベンチャー, Dejimon Adobenchā) je japanski anime, te prva sezona Digimon animea. Okosnicu radnje čini skupna od 5 dječaka i 3 djevojčice koji, tijekom boravka na ljetnom kampu, bivaju odvučeni u paralelni svijet znan kao Digitalni svijet. Oni su tamo odvedeni jer su postali Izabrana djeca koja će spasiti Digitalni svijet (a kasnije i samu Zemlju) od zlih Digimona koji im prijete. Po dolasku u Digitalni svijet, svaki od njih dobiva maleni uređaj, Digivice i svog Digimon partnera koji je već programiran kako bi se s njima vezao. Uz pomoć tih Digivicea, njihovi partneri mogu Digivoluirati, time postajući jači, i pomoći im u njihovom zadatku.
Ova se sezona nastavlja, s radnjom smještenom nekoliko godina kasnije, u drugoj sezoni, Digimon Adventure 02, što je jedini takav slučaj kod svih sezona animea. 
Izvorni plan studia, Toei Animationsa, bio je snimiti i prikazati samo 13 epizoda, jer autori nisu bili sigurno koliko će anime biti popularan. Nakon što je anime dosegnuo enormnu popularnost, napisana je još 41 epizoda, te je time emitiranje završilo s 54 epizode. Prva je epizoda emitirana 7. ožujka 1999., a posljednja 26. ožujka 2000.
Serija se emitira u Italiji od rujna 2000. na Rai 2
Bilo je to spajanje Pokèmona i Jurski Parka

## Radnja
Sedmero djece, Tai Jagami, Matt Ishida, Izzy Izumi, Sora Takenouchi, Mimi Tachikava, Joey Kido i Takeru Takaishi, borave u ljetnom kampu kada odjednom vide polarnu svjetlost, nakon koje naglo padne snijeg. Uskoro djeca otkriju kako se u snijegu nalaze čudnovati uređaji (koji su se obrušili iz polarne svjetlosti) i nakon toga se na njih obruši veliki vodeni val koji je došao niotkud. Djeca bivaju uvučena u val i nakon određeng vremena se bude u čudnovatoj šumi. Tu se susreću s misterioznim bićima za koje saznaju da se zovu Digimoni. Oni im, nakon što se svi skupe, objašnjavaju kako su ih dugo čekali i kako će im oni praviti društvo u Digitalnom svijetu. Nakon što izbjegnu Kuwagamonov napad, djeca kreću dalje, no primarni cilj im je još uvijek otkriti naćin kako se vratiti natrag kući ili pronaći bilo kakvo ljudsko biće osim njih. 
No, uskoro uvide kako za to nema mogućnosti, te shvate da će morati obaviti svoju misiju ako se žele vratiti natrag. Na otoku kojem se nalaze vlast pokušava preuzeti Devimon koji pomoći svojih Crnih zupčanika pretvara dobre Digimone u loše. Nakon što na svom putovanju spase nekolicinu Digimona od utjecaja tih zupčanika, dolaze na Brdo beskraja gdje se po prvi put susreću s Devimonom. On zajedno s Ogremonom i Leomonom, kojeg je prisilno pretvorio u svog slugu, pokuša ubiti djecu, ali ne uspijeva već ih samo razdvaja tako što razlomi otok na nekoliko dijelova. 
Tada se djeca moraju sukobiti s Digimonima koji se nalaze na njihovim frakcijama i kojima je jedini cilj ubiti djecu jer su pod utjecajem Crnih zupčanika. Nakon što uspješno oslobode Digimone, uspiju također obrnuti mehanizam i uzrokovati da se frakcije otoka počinju ponovo sastavljati i približavati Brdu beskraja. Nakon što se frakcije spoje, a Izabrana djeca ujedine, započinje borba protiv Devimona koji je uspio nekoliko povećati svoje moći. Kada 6 Champion Digimona ne uspije nanijeti Devimonu značajniju štetu, Patamon Digivoluira u Angemona i uspješno porazi Devimona, žrtvujući time svoj život, te se nakon borbe ponovo pretvori u Digi-jaje. 
Nakon borbe djeca se nadaju da će moći natrag, no tada im se javlja Gennai koji im ukazuje na nastavak njihove misije kao i na postojanje Simbola. Djeca tada, iako podosta nevoljko, odluče ići na Kontinent Server i dovršiti svoju zadaću. Tamo ih preveze Whamon, kojeg su također oslobodili od utjecaja Crnog zupčanika. Po dolasku na kontinent susreći novog neprijatelja - Etemona koji im stvara puno veće probleme nego Devimon. Tijekom puta pak uspiju pronaći sve svoje Simbole - Tai je dobio Simbol Hrabrosti, Matt Prijateljstva, Izzy Znanja, Sora Ljubavi, Mimi Iskrenosti, Joey Pozdanosti i T.K. Nade (kaenije je Kari dobila Simbol Svjetla). Nakon vrlo napornog puta i teških borbi, Izabrani se suočavaju s Etemonom u Piramidi i uspiju ga pobijediti tako što Agumon obavi pravilnu Ultra Digivoluciju i u formi MetalGreymona porazi Etemona.
Tada Tai biva, zajedno s Koromonom, vraćen u stvarni svijet gdje po prvi puta saznaje za vremensku razliku između stvarnog i Digitalnog svijeta. Kada se na koncu ipak vratim saznaje da se grupa raspala i da je svatko krenuo svojim putem. Tijekom procesa ujedinjenja grupe saznaju za novog protivnika - Myotismona, iznimno moćnog Digimona kojemu je cilj pokoriti i stvarni i Digitalni svijet. Nakon što uspješno, ali s puno problema, poraze njegove saveznike i inflitriraju njegov dvorac suočavaju se s njegovim bijegom u stvarni svijet. Nakon što se posavjetuju s Gennaijem i oni uspijevaju otvoriti portal i otići u stvarni svijet gdje nastavljaju brobu protiv Myotismona i njegove vojske. Myotismon je, osim plana o osvajanju, krenuo i u potragu za osmim djetetom, koja mu nakon dužeg perioda i uspije, ali za njega prekasno. Gatomon i Wizardmon već su ukrali pravi amulet sa Simbolom i odlučili preći na stranu djece, time napuštajući Myotismona. On je za sve to saznao tek u trenutku konačne borbe u kojoj ga je Angewomon porazila i ubila. No, iako je Myotismon nestao, njegova moć je još bila tu, te se uskoro vratio u formi VenomMyotismona, gigantskog Digimona na Mega levelu kojemu je jedini cilj uništenje. Tada su Agumon i Gabumon uspješno izveli Mega Digivoluciju i u formi WarGreymona i MetalGarurumona porazili VenomMyotismona. 
Tada se između stvarnog i Digitalnog svijeta otvorio deformirani portal što je bio znak za uzbunu. Djeca tada odlaze u Digitalni svijet i saznaju da su Gospodari tame ponovo preuzeli vlast. Nakon njihovog prvog susreta uspijevaju pobjeći uz Piximonovu žrtvu, no tada tek započinju borbu. Prvo se sukobljavaju s MetalSeadramonom, gospodarom mora, kojeg, nakon Whamonove žrtve, ubija WarGreymon. Sljedeći protivnik je Puppetmon, gospodar šuma, koji uz pomoć Cherrymona uspije uzrokovati još jedan raskol unutar grupe koji je rezultirao Mattovim odlaskom nakon borbe s Taijem. Puppetmona je na koncu porazio MetalGarurumon, nakon čega su on i Matt ponovo napustili grupu. Sljedeći protivnik, gospodar gradova Machinedramon svladan je od strane WarGreymona, ali grupa koje je išla u sukob s njim bila je također mala jer se prije samog dolaska u njegov teritorij još više raskolila. Tada je krenuo uspon na Spiralnu planinu i sukob s Piedmonom, koji je ujedno donio i reunifikaciju grupe. Nakon što ujedinjene snage MetalGarurumona i WarGreymona nisu bile dovoljne, Patamon je Digivoluirao u MagnaAngemona i uspio protjerati Piedmona, najvjerojatnije u Mračnu zonu. 
Iako su mislili da je gotovo, saznali su da im je ostao još jedan protivnik. Bio je to Apocalymon, ultimativno zlo, te uzrok svih problema u Digitalnom svijetu. Apocalymon je zapravo frustriran na Digimone jer su ga odbacili kao nakazu i zato se odlučio osvetiti. Iako uspijeva poraziti djecu i njihove Digimone, oni se uspiju vratiti i uz svu svoju snagu uspijevaju poraziti Apocalymona. Tada vidimo djecu i Digimone na zadnjem susretu, odnosno rastanku, tijekom kojeg djeca odlaze natrag u stvarni svijet pozdravljajući svoje Digimone.

## Likovi

### Izabrana djeca
| Lik | Glas posudio/la                                | Digimon partner | Glas posudio/la                                       |
| --- | ---------------------------------------------- | --------------- | ----------------------------------------------------- |
| |                                                |                 |                                                       |
| Tai Jagami Jagami Taichi (八神 太一) | Florian Knorn (NJE) Toshiko Fujita (JAP)       | Agumon          | Gerald Schaale (NJE) Chika Sakamoto (JAP)             |
| Pustolovni nastrojeni vođa skupine, stariji brat Kari Kamije. U seriji je prikazan kao tvrdoglav i svojeglav, ali iznimno hrabar i osjećajan što se tiče drugih članova ekipe. Zbog toga mu je i dodijeljen Simbol Hrabrosti. Njegov partner Agumon mu je dosta sličan, iako često zna biti glas razuma u nekim situacijama. |                                                |                 |                                                       |
| |                                                |                 |                                                       |
| Matt Ishida Ishida Jamato (石田 ヤマト) | Robin Kahnmeyer (NJE) Juuto Kazama (JAP)       | Gabumon         | Julien Haggége (NJE) Majumi Jamaguchi (JAP)           |
| "Vuk samotnjak" skupine, Takeruov stariji brat. Matt je iznimno osjećajan i ima snažno razvijen osjećaj zajedništva, te se shodno s time stalno brine za ostale članove grupe, posebno za mlađeg brata. No, poprilično je introvertan, te u dosta situacija pokazuje iznimno malo samopouzdanje, unatoč snažnoj vanjšini. Nosioc je Simbola Prijateljstva. Njegov partner, Gabumon, ima snažnu povezanost s njim i iznimno mu je odan. |                                                |                 |                                                       |
| |                                                |                 |                                                       |
| Sora Takenouchi Takenouchi Sora (武之内 空) | Sonja Spuhl (NJE) Juko Mizutani (JAP)          | Biyomon Piyomon | Daniela Reidies (NJE) Atori Shigematsu (JAP)          |
| Sora je jedna od tri djevojčice u skupini, nositeljica Simbola Ljubavi. Iznimno je brižna i jako joj je stalo do svih članova u grupi, te shodno s time često ima majčinsku ulogi i mora biti glas razuma. Također je poprilično odlučna, te pomaže u rješavanju mnogih sukoba unutar grupe. Njezin partner je Biyomon, razigrana i pomalo dosadna ptica koja Soru ispočetka iritira, ali pokazuje iznimnu privrženost i ljubav prema njoj, što Sora na koncu i shvaća. |                                                |                 |                                                       |
| |                                                |                 |                                                       |
| Izzy Izumi Izumi Kōshirō (泉 光子郎) | Julia Blankenburg (NJE) Umi Tenjin (JAP)       | Tentomon        | Joachim Kaps (NJE) Takahiro Sakurai (JAP)             |
| Izzy je genijalac skupine, nositelj Simbola Znanja. Iako je među mlađim članovima, iznimno je inteligentan i vrlo sposoban logičar. Također je i računalni stručnjak, te konstantno obavlja nekakve analize na svom laptopu. Njegov partner je Tentomon, Digimon koji je po karakteru dosta sličan njemu, iako za nijansu osjećajniji, te Digimon koji je po količini znanja nadmoćan ostalima, zbog čega i je idealan partner za Izzyja. |                                                |                 |                                                       |
| |                                                |                 |                                                       |
| Mimi Tachikava Tachikava Mimi (太刀川 ミミ) | Giuliana Jakobeit (NJE) Ai Maeda (JAP)         | Palmon          | Gabriele Schramm-Phillip (NJE) Shihomi Mizovaki (JAP) |
| Mimi je "princeza" skupine, djevojčica koja dolazi iz imućne obitelji kao jedino dijete, zbog čega je poprilično razmažena. Ujedno je i podosta umišljena, iako je istovremeno i nježna i brižna. Njezine karakterne odlike periodično se izmjenjuju, a u situacijama kada se radnja ne odvija njoj po volji zna biti poprilično djetinjasta i iracionalna. Nositeljica je Simbola Iskrenosti. Partner joj je Palmon, Digimon koji je također dosta nježan, iskren i osjećajan, te dosta često služi kao glas razuma Mimi. |                                                |                 |                                                       |
| |                                                |                 |                                                       |
| Joey Kido Kido Jō (城戸 丈) | Marius Götze-Clarén (NJE) Masami Kikuchi (JAP) | Gomamon         | Rainer Fritzsche (NJE) Junko Takeuchi (JAP)           |
| Joey je najstariji član grupe, te se, shodno s time, osjeća najodgovornijim za njih. Nositelj je Simbola Pouzdanosti. Iako je dosta inteligentan i sposoban, dosta često pokazuje nesigurnost u svojem djelovanju jer nije siguran je li sposoban biti vođa grupe. Tome su pridonosili česti interni sukobi koje on, iako je najznačajniji glas razuma unutar skupine, nije uspio riješiti. Joey je također najveći optimist po pitanju pronalaska ljudi u Digitalnom svijetu. Njegov partner Gomamon ga poznaje dosta dobro i uvijek mu ukaže na moguće krive odluke ili greške koje je napravio, ali pokazuje značajnu povezanost s njime i uvijek mu daje podršku. |                                                |                 |                                                       |
| |                                                |                 |                                                       |
| T. K. Takaishi Takaishi Takeru (高石 タケル) | Ilona Otto (NJE) Hiroko Konishi (JAP)          | Patamon         | Hans Hohlbein (NJE) Mitsa Matsumoto (JAP)             |
| Najmlađi član grupe, Mattov mlađi brat i nositelj Simbola Nade. Iako najmlađi član, T.K. je pokazao iznimnu snagu i odvažnost, te značajnu dozu zrelosti, pokazujući kako je sposoban brinuti se sam o sebi. Njegov partner je Patamon, Digimon koji je T.K.-ju dosta često bio potpora u teškim situacijama. |                                                |                 |                                                       |
| |                                                |                 |                                                       |
| Kari Jagami Yagami Hikari (八神 ヒカリ) | Marie-Luise Schramm (NJE) Araki Kae (JAP)      | Gatomon Tailmon | Katrin Zimmermann (NJE) Juka Tokumitsu (JAP)          |
| Kari je T.K.-jeva vršnjakinja i Taijeva mlađa sestram, nositeljica Simbola Svjetlosti. Kari se skupini pridružuje tek pri kraju pustolovine kao 8. izabrano dijete. Kari je iznimno nježna i plaha, iako u nekim situacijama dosta odvažna i misteriozna. Njezin lik je uvijek bio obilježen nekim misterioznim zbivanjima. Kao i T.K., tijekom serije je pokazala značajnu dozu odvažnosti i zrelosti. Njezin partner je Gatomon, Digimon koji je na najvišem stupnju razvoja od svih Digimon partnera, te je iznimno mudar i lukav. |                                                |                 |                                                       |
| |                                                |                 |                                                       |

### Saveznici
- Leomon je Digimon na Champion levelu koji ima oblik antropomorfnog lava. U Digitalnom svijetu je znan i kao "Čuvar pravde". Iako je trebao pomoći Izabranima, Devimon je iskoristio svoje moći i pretvorio ga u svog slugu i dao mu zadatak da uništi djecu. Uz pomoć svojih Digivicea, djeca su ga ipak uspjela usloboditi Devimonovog utjecaja i učiniti ga dobrim. Leomon se ponovo pojavljuje kada se djeca po drugi puta vrate u Digitalni svijet, no ovaj put kao SaberLeomon, odnosno u svom Mega levelu. SaberLeomon pomaže djeci prilikom sukoba s MetalEtemonom, no pogiba u borbi s njim.
- Ogremon je također Digimon na Champion levelu. On je Leomonov najveći suparnik koji obitava na Brijegu beskraja i koji dobrovoljno služi Devimonu i njegovim ciljevima. Iako je poprilično snažan, u puno prilika pokazuje neiskustvo u bilo kakvom obliku borbe osim kopnenom. Poražen je zajedno s Devimonom, ali nije ubijen. Ogremon se također ponovo pojavljuje prilikom povratka djece u Digitalni svijet, ali ovaj put im se pridružuje i postaje njihov saveznik, shvativši da je prije bio u krivu.
- Andromon je androidni Digimon na Ultra levelu koja obitava u Tajanstvenoj tvornici. Njegov prvi susret s djecom bio je kada su ga oslobodili iz nekakvog uređaja, no on ih je odmah nakon toga napao i želio uništiti. Nakon što Greymon i Garurumon nisu bili dovoljno snažni da ga poraze, Tentomon je Digivoluirao u Kabuterimona i uočio Crni zupčanik u njegovoj nozi i uništio ga. Tada je Andromon postao pozitivan. Andromona ponovo susrećemo prilikom povratka djece u Digitalni svijet kao glavnog člana otpora protiv Machinedramona koji djeci pomaže u borbi protiv istoga.
- Meramon je vatreni Digimon na Champion levelu, te prvi Digimon kojeg djeca susreću da je pod utjecajem Crnog zupčanika. Meramon je izazvao probleme u selu Pyocomona, a od utjecaja zupčanika oslobodio ga je Birdramon. Po povratku djece u Digitalni svijet pridružuje se Joeyju i Mimi u potrazi za saveznicima protiv Gospodara tame.
- Monzaemon je lutak Digimon na Ultra levelu, gradonačelnik Grada Igračaka. Dočekuje djecu u šumi i, iako očekuju da će biti miroljubiv, on ih napada i otima. Digimone je zaključao unutar jedne škrinje, a djeci je isprao mozak kako bi se igračke u Gradu igrale s njima. Kada je Palmon Digivoluirao u Togemona i porazio Monzaemona, otkrilo se kako je cijelo vrijeme bio pod utjecajem Crnog zupčanika.
- Frigimon je ledeni Digimon na Champion levelu kojeg Tai i Agumon oslobađaju od utjecaja Crnog zupčanika. Kasnije im Frigimon pomaže da dođu do Matta i Gabumona, nabavi im hrane i lijekova, te pomogne u borbi s Mojyamonom. Po povratku djece u Digitalni svijet možemo ga vidjeti, zajedno s Ogremonom i Meramonom, kako pomaže djeci u borbi protiv Gospodara tame.
- Centarumon je Digimon na Champion levelu koji obitava u Hramu Digivicea. Izzy i Mimi ga susreću u labirintu hrama pod utjecajem Crnog zupčanika, od kojeg ga oslobađaju Togemon i Kabuterimon. Kasnije objašnjava djeci njihov značaj, a pomaže im i u borbi s Leomonom. Pri kraju sezone možemo ga vidjeti s Gennaijem dok ovaj daje naputke djeci.
- Elecmon je Digimon na Rookie levelu koji štiti novorođene Digimone u Gradu vječnog početka. Prvi koji ga susreće je T.K., s kojim se nakon početnog neslaganja sprijatelji. Nakon povratka djece pridružuje im se u borbi protiv Gospodara tame.
- Whamon je morski Digimon na Ultra levelu. Isprva, prilikom njihovog puta na Kontinent, pojede djecu, no kada oni unište zupčanik kojeg je Whamon imao u želucu, pomogne im da dođu do kontinenta. Ponovo ga susreću prilikom borbe s MetalSeadramonom kada im isprva pomaže da mu pobjegnu, a nakon toga i u samoj borbi. Na žalost, pogiba tijekom borbe s MetalSeadramonom kada im priskoči u pomoć.
- Piximon je maleni Digimon na Ultra levelu koji pomaže djeci da se sakriju od Etemona i njegove mreže. Daje djeci iznimno teške zadatke kako bi ih izvježbao i pripremio za daljnje borbe i put. Po povratku djece u Digitalni svijet priskoči im u pomoć tijekom borbe s Gospodarima tame, no žrtvuje svoj život kako bi oni mogli preživjeti.
- Wizardmon je Digimon na Champion levelu koji služi kao Myotismonov pomoćnik. Radi zajedno s Gatomonom na pronalasku osmog djeteta, te ima iznimno snažan prijateljski odnos s njim. Kada saznaju za identitet osmog djeteta, i činjenicu da je upravo ono Gatomonov partner, skrivaju taj podatak od Myotismona i ukradu osmi Simbol od njega i predaju ga Kari. Wizardmon se na kraju žrtvuje kako bi spasio Kari i Gatomona, što na koncu omogućuje Gatomonu da Digivoluira na Ultra level.

### Protivnici
Iako su Izabrana djeca imala puno veći broj protivnika, ovdje se nalaze samo oni glavni koji su imali nekakav značajniji utjecaj na radnju. Ostali ili nisu zapravo protivnici ili nisu imali značajniji utjecaj na radnju pa se nalaze među ostalim likovima.
- Devimon je zli Digimon na Champion levelu koji ima izgled vraga. Devimon je iznimno zao, ali i jako moćan i inteligentan. Njegov cilj je proširiti svoj utjecaj pomoću Crih zupčanika koje svakoga koga obuzmu pretvaraju u njegove sluge. On je ujedno prvi protivnik Izabrane djece. Svoj kraj doživio je od strane Angemona koji se žrtvovao kako bi uništio Devimona i time spasio Otok File od njegova utjecaja.
- Etemon je Digimon na Ultra levelu koji ima izgled plišanog majmuna. Iako izgleda poprilično bezopasno, Etemon je stvarao velike probleme Izabranima pomoću svoje Crne mreže. Također je poprilično egoističan i ponaša se kao glazbena zvijezda iako zapravo ne zna pjevati. Porazio ga je MetalGreymon. No, Etemon se ponovo vraća, ovaj put u svom Mega level obliku, kao MetalEtemon kada se djeca ponovo vrate u Digitalni svijet i otežava im borbu protiv Puppetmona, te ubija SaberLeomona. MetalEtemona je dokrajčio Zudumon.
- Myotismon je vampirski Digimon na Ultra levelu. Pojavljuje se kao treći protivnik Izabranih nakon što ovi poraze Etemona. Myotismon se pokazao kao iznimno sposoban i moćan, te inteligentan i zloban. U Digitalnom je svijetu uspješno porazio Izabrane pri svakom susretu. Na koncu je sa svojom "vojskom" uspio prodrijeti i u stvarni svijet, želeći tamo proširiti svoj utjecaj. Myotismona su nekon duge i teške borbe dokrajčili Angemon i Angewomon. No, Myotismon se u ovoj sezoni ubrzo vratio u svom Mega obliku, kao VenomMyotismon, gigantski Digimon razorne moći koji je uništavao sve pred sobom. VenomMyotismona su zajedničkim snagama dokrajčili WarGreymon i MetalGarurumon.
- Gospodari tame sačinjavaju skupinu od 4 Mega Digimona koji su se pojavili nakon odlaska djece iz Digitalnog svijeta i tamo preuzeli kontrolu. Digitalni svijet su podijelili na 4 regije i započeli širiti svoju strahovladu ubivši mnoge Digimone koji se nisu s njima slagali. 
  - MetalSeadramon je prvi protivnik Izabranih, gospodar vodenih površina u Digitalnom svijetu. MetalSeadramon je iznimno moćan i agilan Digimon, te se pokazao kao iznimno težak protivnik. Posjeduje iznimnu inteligenciju i vlada kao tiranin. Zapovijeda svim Digimona koji žive u ili uz more. MetalSeadramona je ubio WarGreymon.
  - Puppetmon je lutak Digimon koji je dobio kontrolu na šumama. Puppetmon u suštini izgleda kao modernija verzija Pinocchija. Iako je iznimno moćan, poprilično je djetinjast i pokazuje se kao dosta naivan u nekim situacijama. Ujedno je i jako sujetan, te je ubio Cherrymona jer mu je rekao da bi trebao razmisliti o svojim postupcima. Ubio ga je MetalGarurumon.
  - Machinedramon je gigantski metalni Digimon koji kontrolira gradove. Machinedramon je, kada bi se gledala isključivo snaga, najjači član Gospodara tame. Posjeduje iznimnu snagu i kontrolira velik broj dosta jakih Digimona. Unatoč velikoj fizičkoj snazi, Machinedramon je i iznimno inteligentan, sposoban razviti planove ili donositi odluke u nevjerojatno kratkom vremenskom roku. No, kako je Machinedramon stopostotni stroj, nije sposoban osjećati što se i pokazuje kao njegov najveći nedostatak. Porazio ga je WarGreymon.
  - Piedmon je predvodnik Gospodara tame, najsposobniji od sve četvorice. Posjeduje iznimnu snagu i brzinu, a uz to je i najinteligentniji i najlukaviji među njima. Pidemon kontrolira tamu, a njegovo sjedište nalazi se na vrhu Spiralne planine. Ima broje sposobnosti, među kojima su telekineza, mijenjanje oblika ili pretvaranje neprijatelja u privjeske za ključeve. Piedmon je ujedno i najokrutniji od svih Gospodara tame i čak ga ni WarGreymon i MetalGarurumon zajedno nisu uspjeli poraziti. Piedmona je porazio MagnaAngemon tako što ga je poslao kroz Vrata sudbine, najvjerojatnije u Mračnu zonu.
- Apocalymon je posljednji neprijatelj Izabrane djece. Njihov najmoćniji neprijatelj do sada koji ima sposobnost imitiranja napada svih dosadašnjih protivnika. Apocalymon je, kako se saznaje, ultimativno zlo, stvoritelj Gospodara tame i onaj koji je poslao Devimona, Etemona i Myotismona u borbu protiv djece. Apocalymon je zapravo frustrirani Digimon koji je odbijen od strane Digitalnog svijeta, te zato moram boraviti u sam u posebnom svijetu. Svoju frustraciju izražava tako što stvara zle Digimone koji ugrožavaju Digitalni svijet. Jedini je koji uspijeva poraziti svih 8 izabranih, no oni se ipak uspijevaju vratiti te, ujedinivši svoje snage, uništavaju Apocalymona i time ponovo spašavaju Digitalni svijet.

### Ostali likovi
Ovo također nije potpuni popis ostalih likova već samo onih koji su imali nekakav značaj za radnju. Ostali Digimoni, ali i ljudski likovi, spomenuti su u glavnom članku o likovima. 
- Kuwagamon je insekt Digimon na Champion levelu koji se pojavljuje kao prvi protivnik Izabranih. Iako, Kuwagamon u suštini ne spada među protivnike kao što su gore navedeni, napao je djecu jer su ugrozili njegov teritorij. Ponovo se pojavljuje na Kontinentu gdje ga ubija Piximon.
- Shellmon je Champion Digimon koji obitava u moru i čuva plažu na koju su djeca došla. Nakon što ih napadne jer su mu ugrozili teritorij biva poražen od Greymona.
- Seadramon je također morski Digimon na Champion levelu koji obitava u jezeru. Tentomon ga je opisao kao mirnog i neagresivnog, no napao je djecu nakon što su ga Tai i Agumon nesvjesno ozlijedili. Pobijedio ga je i smirio Garurumon.
- Bakemon je duh Digimon na Champion levelu kojeg Joey i Sora susreću nakon raspadanja otoka. Iako susreću cijeli niz Bakemona, njihov vođa, znan kao Lord Bakemon, predstavljao im je najveći problem. Birdramon i Ikkakumon su ga zajednički uspjeli pobijediti tek nakon što ga je Joey oslabio egzorcizmon. Kasnije se Bakemoni pojavljuju kao Myotismonovi sluge.
- Gennai je poseban lik unutar franšize. Iako ima oblik čovjeka, točnije niskog starca s bijelim brkovima, on nije čovjek, ali nije ni Digimon. On je jednostavno posebna skupina podataka koja se djeci ukazuje nakon što poraze Devimona. Gennai djecu prati tijekom cijele pustolovine i konstantno im daje savjete ili pomoć ako su u neprilikama.
- DemiDevimon je podli Digimon na Rookie levelu, najodaniji Myotismonov sluga koji mu se ujedno i stalno ulizuje. Bezuvjetno izvršava njegove naredbe i pokušava sabotirati djecu. Na kraju ga ubije, točnije pojede, sam VenomMyotismon.
- Digitamamon je Digimon na Ultra levelu koji vodi maleni restoran na Kontinentu. Nakon što nisu imali platiti, držao je Joeyja i Matta kao svoje robove u restoranu konstantno im produžujući boravak na zahtjev DemiDevimona. Porazio ga je WereGarurumon.
- Datamon je maleni androidni Digimon na Ultra levelu kojeg je Etemon zarobio u piramidi. Iako Datamon ne spada direktno pod protivnike Izabranih, jer se istovremeno želio riješiti i Etemona, oteo je Soru kako bi stvorio njezinog klona i koristio ga kako bi ostvario svoje ciljeve. Pogiba u toj istoj piramidi nakon što biva poslan u Mračnu zonu.
- Phantomon je izrazito moćan duh Digimon na Ultra levelu. Phantomon je napredniji razvojni stadij Bakemona. Pojavljuje se kao Myotismonov sluga i jedan je od rijetkih kojeg djeca nisu mogla poraziti sve do konačne borbe. Prilikom posljednje borbe s Myotismons, stradao je od Angemonovog napada.
- LadyDevimon je Digimon na Ultra levelu. LadyDevimon je Pidemonova glavna uzdanica koju šalje da se riješi djece kada se ovi popnu na Spiralnu planinu. LadyDevimon je prikazana kao "zla strana" Angewomona. LadyDevimon je ubijena u borbi s Angewomonom i MegaKabuterimonom.

## Digitalni svijet u prvoj sezoni
Digitalni svijet je paralelni svijet koji je nastao od podataka koji se nalaze u Zemljinim komunikacijskim mrežama. U njemu žive svi Digimoni, a Izabrana djeca većinu svojih borbi vode upravo u njemu. 
Podatci Digitalnog svijeta su se materijalizirali preko želja djece na Zemlji. Ti su se podatci reformirali i stvorili paralelni svijet u kojem se želje mogu pretvoriti u stvarnost. Podijeljen je, u svim sezonama, na četiri regije (Sjever, Istok, Jug, Zapad) kojima vladaju Vrhovni Digimoni koji se ujedno brinu za mir i stabilnost u Digitalnom svijetu. Iako se Vrhovni Digimoni ne spominju u prvoj sezoni, u drugoj saznajemo za njihovu ulogu i postojanje.
Kada se u Digitalnom svijetu pojavio zli Digimon koji je izašao iz Vatrenog zida došlo je do vremenskog poremećaja u Digitalnom svijetu, te on više nije bio vremenski usklađen sa stvarnim svijetom, što je rezultiralo time da naizgled bude puno stariji od Zemlje, iako nije. Poremećaj je bio takav da je jedna minuta na Zemlji bila jedan dan u Digitalnom svijetu. Proročanstvo, koje se konstantno spominje u seriji, nalaže da će, kada god Digitali svijet bude u opasnosti, iz stvarnog svijeta doći Izabrana djeca i pobrinuti se za njegovo spašavanje i vraćanje sklada. Izabranu djecu izabire nepoznata skupina koja je zadužena za sigurnost Digitalnog svijeta. Djeca iz ove generacije izabrana su jer su 1995. godine svjedočila borbi između Greymona i Parrotmona u stvarnome svijetu, te je ta tajanstvena skupina na temelju toga odlučila izabrati njih i konstruirati njihve Digivice i Simbole. No, iznenadni napad Gospodara tame rezultirao je time da je samo Gennai, jedan od članova skupine, uspio preživjeti i pobjeći s Digi-jajima i Digiviceima. Kada je Devimon započeo s osvajanjem Otoka File pomoću svojih Crnih zupčanika, došlo je vrijeme da se pozovu djeca, te su ova doslovno usisana u Digitalni svijet tijekom njihovog boravka u ljetnom kampu.
Myotismon će kasnije pokušati osvojiti i Digitalni i stvarni svijet tako što će otvoriti portal za stvarni svijet i povesti svoju vojsku u napad na Odaibu. Cilj mu je bio i pronaći, te naravno uništiti, osmo dijete, još jednog člana Izabranih koji se tek kasnije priključio grupi. Kasnije se otkrilo kako je osmo dijete Taijeva sestra Kari Jagami. Nakon što su porazili Myotismona, otvorio se nevjerojatno deformirani portal između stvarnog i Digitalnog svijeta. Tada su djeca saznala da su Gospodari tame ponovo preuzeli vlast nad Digitalnim svijetom. Naime, u tih par dana tijekom kojih se borba vodila u stvarnom svijetu, u Digitalnom su prošle godine. Kada su djeca porazila Gospodare tame suočili su se s Apocalymonom, ultimativnim zlom koji je uzrokovao sve te probleme, no i njega su uspjeli poraziti. Tada se vremenska deformacija ispravila i vrijeme u Digitalnom svijetu počeo je teći u skladu s onim na Zemlji. Nakon kasnije borbe s Diaboromonom, Gennai je pozvao Izabrane natrag u Digitalni svijet kako bi pomoću svojih Simbola napravili štit koji bi štitio Digitalni svijet od zla. U tome su uspjeli, no cijena je bila ta da se njihovi Digimoni više nisu mogli razviti iznad Champion levela.

## emitiranje
Serija je emitovana na televizijskim kanalima platne televizije Fox Kids u Europi i zemaljskim kanalima poput Rai: Radiotelevisione Italiana U Italiji, TVE u Španjolskoj, TF1 u Francuskoj, RTL II u Njemačkoj, Nelonen u Finskoj, TV3 u Danskoj, Švedskoj i Norveškoj, 2x2 u Rusiji, RTL klub u Mađarskoj, TVR2 u Rumunjskoj, TV Nova u Češkoj, RTV SLO u Sloveniji, Nova TV u Hrvatskoj, RTS u Srbiji i mnogi drugi.

## Koncept
Evolucije i bitke inspirirane su anime serijom Pokémon, a File Island zasnovan je na Isli Nublar iz popularne sage Jurski Park

## Glazba
Glazba iz prve sezone izdavana je na nekoliko CD-ova i dio je brojnih kompliacija kako Digimon, tako i raznorazne anime glazbe. Prvo i službeno izdanje soundtracka za prvu sezonu izašlo je u rujnu 1999. godine pod naslovom Digimon Adventure. Zbog velike popularnosti serije izvorni japanski soundtrack je čak i prevođen (npr. u Njemačkoj i Srbiji), a neke su zemlje (npr. Engleska i SAD) napravile vlastiti soundtrack koji je se koristio isključivo u anglofonim zemljama u kojima se serija prikazivala, no znao se i koristiti u zemljama koji nisu prevodili japansku verziju, a nisu ni stvarali vlastiti soundtrack (npr. Hrvatska).

### Digimon Adventure
Digimon Adventure je službeni japanski soundtrack za prvu sezonu Digimona koji je izdan 27. rujna 1999. godine. Soundtrack sadrži 55 pjesmama (32 na prvom izdanju, 33 na drugom) i sveukupno traje otprilike 60 minuta. Glavni suradnici na soundtracku su Kōji Wada, koji izvodi uvodnu pjesmu, Ai Maeda, koja izvodi obe odjavne pjesme, Ajumi Mijazaki, koji izvodi Digivolucijsku pjesmu, te autori tekstova Ikō Chivata, Tokuko Miura, Sachiko Ōmori i, naravno, skladatelji Naoto Kine, Ikō Chivata, Joshihisa Shirakava i Michiko Ōta. Četiri pjesme, koje su zbog popularnosti uvršavane u kasnije kompilacije, izašle su i kao singlovi, a to su "Butter-Fly" (uvodna pjesma), "Brave Heart" (Digivolucijska pjesma), te odjavne špice "I Wish" i "Keep On". Soundtrack je izdan u dvije verzije, prvoj, koja je svojom glazbom prilagođena prvom dijelu animea, i drugoj, koja je prilagođenija drugom dijelu animea.
Popis pjesama:
Version 1
1. "Butter-Fly"
2. "Aban"
3. "Sub Title"
4. "Adventurer ~Taichi no Theme~"
5. "Straight From The Heart ~Sora no Theme~"
6. "Run With Wind ~Yamato no Theme~"
7. "Digital Scratch! ~Koushirou no Theme~"
8. "Sweet Innocent ~Mimi no Theme~"
9. "Blue Fatih ~Jou no Theme~"
10. "Little Brightness ~Takeru no Theme~"
11. "Bokutachi, Digimon!"
12. "Bukura wa Itsumo"
13. "Iya na Yokan"
14. "Ijou Jitai Hassei!"
15. "Hirogaru Fuan"
16. "Kyoufu no Ashiato"
17. "Kuroi Inbou"
18. "Eye Catch"
19. "Aku no Theme"
20. "Kanashimi"
21. "Aku no Shutsugen"
22. "Taiketsu"
23. "Zetsubou"
24. "Shuugeki! Soshite"
25. "Brave Heart"
26. "Shitou"
27. "Shouri ~Zen no Theme~"
28. "Tomodachi ~Tatakai no Theme~"
29. "Happy End"
30. "I Wish"
31. "Yokoku"
32. "Butter Fly (Theatre Size)"

Version 2
1. "Butter-Fly"
2. "Aban"
3. "Sub Title"
4. "Adventurer ~Taichi no Theme~"
5. "Straight From The Heart ~Sora no Theme~"
6. "Run With Wind ~Yamato no Theme~"
7. "Digital Scratch! ~Koushirou no Theme~"
8. "Sweet Innocent ~Mimi no Theme~"
9. "Blue Fatih ~Jou no Theme~"
10. "Little Brightness ~Takeru no Theme~"
11. "Holy Faith ~Hikari no Theme~"
12. "Saa, Hashiridasou!"
13. "Achiki, Etemon!"
14. "Love Serenade ~Etemon no Theme~"
15. "Wonderland"
16. "Yuugure"
17. "Kuroi Kage"
18. "Hashiru Senritsu"
19. "Eye Catch"
20. "Tataki no Toki"
21. "Namida no Yukue"
22. "Arata na Teki!"
23. "Yami kara no Mezamase ~Vandemon no Theme~"
24. "Akumu"
25. "Brave Heart"
26. "Teki o Yattsukero!"
27. "Shouri ~Zen no Theme~"
28. "Ashita ni Mukatte"
29. "Ansoku"
30. "Keep On"
31. "Yokoku"
32. "Bolero"
33. "Butter Fly (Theatre Size)"

### Digimon
Digimon je njemačko izdanje albuma koje je na tržišta izašlo 10. studenog 2000. godine. Njemačko je izdanje, zbog velike popularnosti animea u toj zemlji, ali i zbog toga što su jedini u potpunosti preveli i snimili japansku verziju na njemačkom, najpopularnije i najrasprostranjenije po Europi. U trajanju od oko 50 minuta, soundtrack sadrži 16 pjesama koje izvode razni izvođači, a najznačajniji od njih je Frank Schindel koji izvodi sve glavne pjesme. Neke od prijevoda pjesama napravio je Andy Knote.
Popis pjesama:
| Br. | Skladba                      | Izvođač(i)                                                             | Trajanje |
| --- | ---------------------------- | ---------------------------------------------------------------------- | -------- |
| 1.  | »Leb' deinen Traum«          | Frank Schindel                                                         | 1:34     |
| 2.  | »Wir werden siegen«          | Frank Schindel                                                         | 1:59     |
| 3.  | »Alles wird gut«             | Ruth Kirchner, Frank Schindel                                          | 4:19     |
| 4.  | »Devimon«                    | Neueinsteiger                                                          | 4:02     |
| 5.  | »Ich bleib bei dir«          | Noel Pix                                                               | 3:35     |
| 6.  | »Zeig mir das Licht«         | Fred Röttcher                                                          | 3:46     |
| 7.  | »Du bist mein Digimon«       | Petra Scheeser                                                         | 3:38     |
| 8.  | »Unser Stern«                | Ronnie van Lankeren                                                    | 4:07     |
| 9.  | »Willkommen in unserer Welt« | Noel Pix, Petra Scheeser, Rickie Kinnen, Fred Röttcher, Frank Schindel | 3:55     |
| 10. | »Wie stark ist dein Digimon« | Fred Röttcher                                                          | 4:11     |
| 11. | »Lass mich nicht alein«      | Veronika Schröder                                                      | 3:17     |
| 12. | »Vertrau mir«                | Frank Schindel                                                         | 2:45     |
| 13. | »Ich vermisse euch«          | Fatima Dramé                                                           | 3:25     |
| 14. | »Mimi's Song«                | Pat Moreno                                                             | 1:36     |
| 15. | »Leb' deinen Traum«          | Frank Schindel                                                         | 1:34     |

| 1. | »Bildschirmschoner« | ? | 9:00 |

## Filmovi
Kao što će to biti slučaj sa svakom budućom sezonom i ova sezona je imala popratne anime filmove koji su dalje produbljivali radnju samog TV animea. Vezano isključivo za prvu sezonu izdana su dva filma, dok treći objedinjuje likove prve i druge sezone, ali je prema radnji puno bliži drugoj, nego prvoj sezoni. 

### Digimon Adventure
Digimon Adventure je zapravo kraći anime film čija je radnja smještena 4 godine prije početka animea, a prati Taija i njegovu sestru Kari i njihov prvi susret s Digimonima. Tai i Kari dobiju Digi-jaje iz kojeg se izliježe Botamon. Kako oni ne znaju što je Botamon, oni ga zadrže, ali ga taje od roditelja. Uskoro se Botamn razvije u Koromona, a na koncu i u Agumona, Digimona koji će kasnije postati Taijev Digimon partner. Jedina je razlika što je ovaj Agumon bio znatno veći od Taijevog. Uskoro u njihovu četvrt dolazi i drugi Digimon, puno veći i opasniji - Parrotmon. Agumon kreće u borbu s njime, te uspije Digivoluirati u Greymona i započne borbu s Parrotmonom. Nakon što demoliraju dobar dio četvrto, Greymon ipak uspije svladati Parrotmona, no tada se otvara portal u Digitalni svijet i oboje, i Parrotmon i Greymon, bivaju usisani u portal i vraćeni u Digitalni svijet. Tijekom borbe smo također mogli vidjeti ostalu Izabranu djecu kako promatraju borbu sa svojih balkona. Ova je priča, točnije ovaj animirani film, kasnije iskorišten u animeu kako bi se objasnilo zašto su baš njih 8 postali Izabrana djeca. 

### Naša ratna igra
Naša ratna igra (japanski: デジモンアドベンチャー ぼくらのウォーゲーム Dejimon Adobenchā: Bokura no Wō Gēmu!) je drugi anime film čija je radnja smještena nekoliko mjeseci nakon borbe s Apocalymonom i završetka prve sezone. Radnja se odvija na ljeto, a centrira se na Taiju, Mattu, Izzyju i T.K.-ju, iako su i ostala djeca spomenuta ili prikazana (npr. Joey je prikazan kako polaže ispit, Kari kako prisustvuje rođendanu). Internet je napao zlokobni Digimon koji vrlo brzo Digivoluira i time šteti svim komunikacijskim mrežama na zemlji. Diaboromon uskoro aktivira nuklearni projektil preko interneta i lansira ga na Tokijo. Tada Tai i Matt uspiju pozvati svoje Digimone, Agumona i Gabumona, koji u formi WarGreymona i MetalGarurumona napadaju Diaboromona. No, ovaj je toliko brz i moćan da bez većih poteškoća svladava oba svoja protivnika. Tai i Matt tada nekako uspiju prenijeti svoja tijela na internet i dati svoju snagu svojim Digimona što dovodi do nove, do tada nepoznate Digivolucije, iz koje nastaje Omnimon. Iako je sada jači od Diaboromona, ovaj iskoristi svoju brzinu kako bi izbjegao napade. Izzy se tada dosjeti kako bi mogao preusmjeriti sve mailove podrške koje dobiva na Diaboromona kako bi ga usporio (u elektronici ovo je poznato pod nazivom DDoS). To i napravi, i to poprilično uspješno, te Omnimon tada bez većih poteškoća ubija Diaboromona, zaustavivši na taj način projektil koji je mirno sletio u Tokijski zaljev. Digivolucija iz koje je nastao Omnimon objašnjena je, od strane Izzyja, tijekom druge sezone animea i nazvana DNA Digivolucija.

### Digimon: Film
Digimon: Film (engleski: Digimon: The Movie) je zapravo kompilacija prva tri Digimon filma koja je izdana u SAD-u i Kanadi u listopadu 2000. Ovaj film tako sadrži prva dva filma koja prate prvu sezonu, te treći Digimon film koji prati radnju druge sezone Digimona. Iako radnja filma nije mijenjana u odnosu na japansku, napravljene su neke preinake, ponajviše po pitanju filmske glazbe. Prva su tri filma izdavana i međunarodno upravo u ovom obliku, pa su tako dostupna i u Hrvatskoj pod naslovom Digimon: Film.

## CD drame
Prva sezona također je pretvorena i u CD drame koje se bave radnjama nevezanim uz sam anime, ali opisuju nove dogodovštine glavnih likova. Izdane su sveukupno 4 CD drame od kojih su tri i međunarodno distribuirane. 

### Digimon Adventure - Character Song - Mini Drama 1
Ova CD drama je kompilacija triju priča koje se fokusiraju na Taiju, Sori i Joeyju:
1. SOS! Fifth Year Class A (SOS! Peti A razred) je priča u kojoj Tai i Sora imaju nenadani susret s Digimonima tijekom sata domaćinstva.
2. Sora Takenouchi's Heart-Thumping Yellow Card (Srce Sore Takenuči) je priča u kojoj Sora odluči održati kratku radio emisiju u kojoj joj ostala Izabrana djeca postavljaju razna pitanja.
3. Jou's Debut as a Singer?! (Joeyjev pjevački debi?!) je priča koja nam govori o Joeyju i njegovim razmišljanjima o stvaranju vlastite pjesme.

### Digimon Adventure - Character Song - Mini Drama 2
Ova se CD drama sastoji od tri dijela, a fokusira se na Izzyju i ljubavnom pismu kojeg piše. Tijekom cijele radnje, ostala djeca, kao i njihovi Digimoni, pokušavaju otkriti kome Izzy piše pismo, a ženski se likovi čak i svađaju oko toga. 
1. Koushirou and the Missing Whereabouts of Love (Izzy i nedostatak ljubavi) je prvi dio drame u kojem ostala djeca otkriju kako Izzy piše pismo i pokušavaju ga nagoviriti da im otkrije kome ga piše. Tada Tentomon Digivoluira u Kabuterimona i odleti negdje s Izzyjem kako bi se riješio zapitkivanja. Ostala djeca krenu u potragu za njim.
2. Mimi's Overly Self-Conscious Plans for World Domination (Mimini planovi za osvajanje svijeta) je drugi dio koji se fokusira na ženskim likovima (Sora, Kari i Mimi) i njihovoj dilemi oko toga piše li Izzy pismo jednoj od njih, te ako jest, kojoj? Ubrzo izbija mala svađa oko toga kome Izzy piše pismo.
3. Hikari's Weak Constitution (Karijina slaba građa) je treći dio drame. Muški likovi pokušavaju smiriti ženske, no bezuspješno. Na koncu Kari uspije razriješiti situaciju. Uskoro sam Izzy odluči otkriti kome piše pismo, ali je odgovor namjerno izostavljen kako bi se slušatelji držali u neizvjesnosti.

### Digimon Adventure - Character Song - Mini Drama 3
Ova CD drama je specifična po tome što je jedina, od sve četiri, koja je smještena tijekom proslave Nove godine. Sadrži dva dijela.
1. The Stolen First Dreams of the Year (Ukradeni prvi novogodišnji snovi) je prva priča u kojoj Matt i T.K. pokušavaju otkriti tko je svima ukrao snove, te na koncu završe u T.K.-jevom snu zajedno sa svojim Digimonima.
2. The Digimon's New Year Performance (Novogodišnja priredba Digimona) je komična priča u kojoj Digimoni odrađuju ulogu imitatora pred ljudskom publikom.

### Original Story: 2-nen Han no Kyuuka
Ova se CD drama fokusira na dvoipolgodišnjem periodu između prve i druge sezone animea. Zanimljivo je kako je ovo jedina audio drama koja nije međunarodno distribuirana. Sadrži 6 priča koje govore o Taiju, Sori, Izzyju, Joeyju, Mattu i Mimi. 
1. Whistle (Zviždaljka) je priča o Taiju. U njoj saznajemo kako su se u stvarnom svijetu nakratko otvorila Digitalna vrata, te kako je Tai u tom periodu uspio malo pričati s Agumonom. Simbolika naslova je u tome što je Taija na otvorena vrata upozorio zvižduk sestrine zviždaljke, koju je ona ostavila Gatomonu u Digitalnom svijetu.
2. Telephone (Telefon) je priča o Joeyju. U njoj svjedočimo telefonskom razgovoru između Joeyja i njegovog brata Shina u kojem Joey govori bratu kako želi postati liječnik jer želi nešto pouzeti po pitanju stalnih patnji u Digitalnom svijetu.
3. Letter to my Father (Pismo ocu) je Sorina priča. U njoj saznajemo kako piše pismo u kojem spominje kako je Joyjev srednji brat Šuu postao student mitologije kod njezina oca, kako ju majka uči igrati tenis i kako ubrzo odlazi u Kijoto na školski izlet.
4. Chat je Izzyjeva priča. Izzy piše mail Gennaiju u kojem komentira kako Gennai postaje mlađi, iznosi zaključak da postoji mnogo Izabrane djece diljem svijeta i činjenicu da pokušava otkriti uzrok borbe Greymon/Parrotmon iz 1995.
5. Video Mail je priča o Mimi u kojoj saznajemo da se nedavno preselila u New York. Detaljno opisuje iskustva tijekom napada 11. rujna i napominje kako je tijekom uklanjanja kamenja upoznala drugu Izabranu djecu. Usput se pita jesu li Digimoni postojali prije stvaranja komunikacijskih mreža na zemlji.
6. As I Play the Bass (Dok sviram bas) je Mattova priča. Matt, izgleda, priča s ocem preko telefona istovremeno vježbajući sviranje gitare. Saznaje kako mu je i otac bio u bendu, a govori kako bi se njegova mama i T.K. trebali preseliti u Odaibu. Usput saznaje kako su svi događaji vezani uz Digione izbrisani s video snimki.

Sve u svemu, ova CD drama služi kako koristan izvor u kojem se dobro objašnjavaju sve promjene koje su se zbile s originalnim Izabranima tijekom te dvije i pol godine, ali također daje i nekoliko detalja vezanih uz same Digimone i Digitali svijet.

## Vanjske poveznice
- Digimon Adventure na Digimon Wiki
- Digimon Uncensored — site s označenim razlikama između engeske i japanske verzije.
- The Digimon Encyclopedia